# Oncidium incurvum
Oncidium incurvum là một loài phong lan đặc hữu của México (Veracruz tới Chiapas).

## Hình ảnh

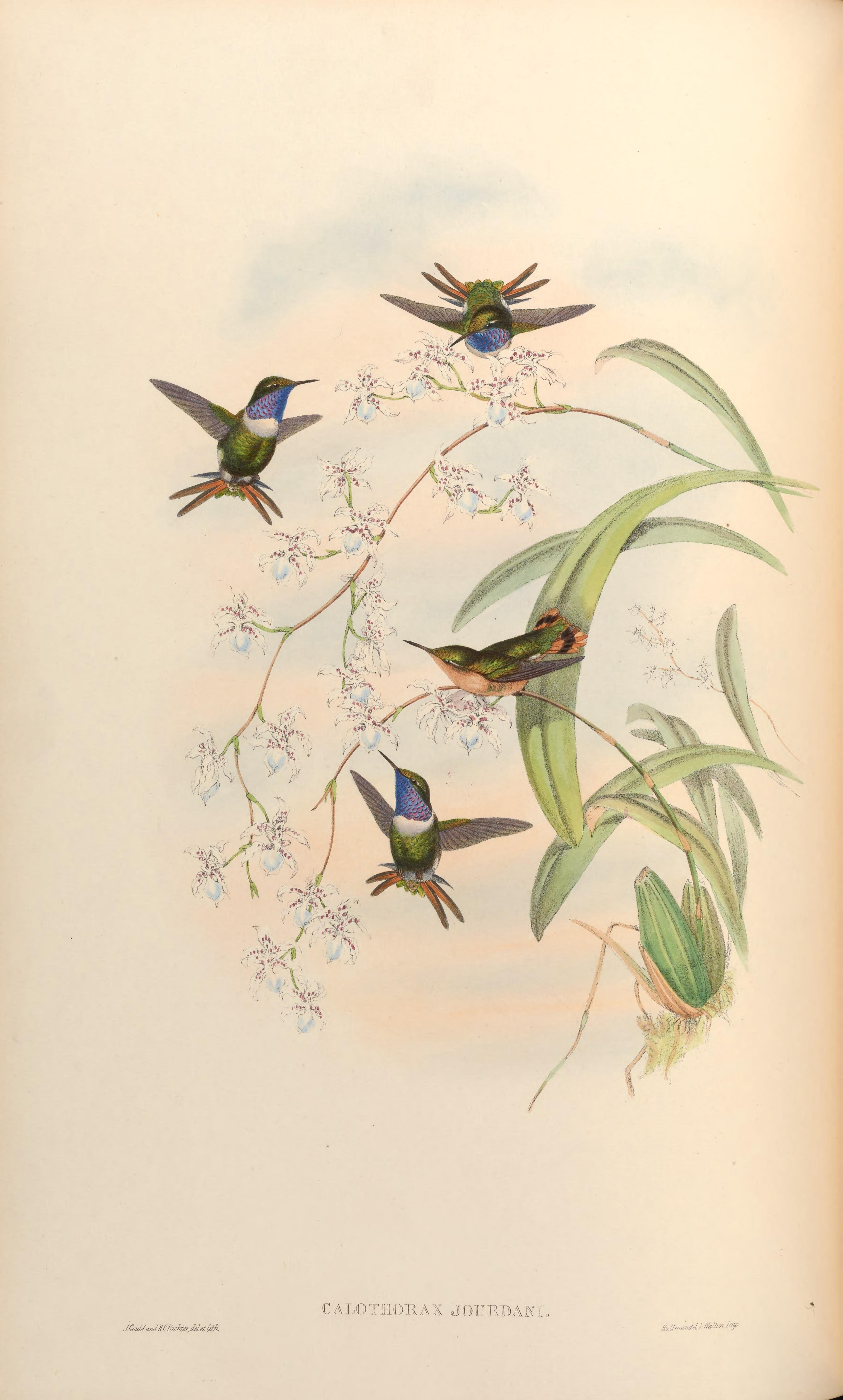
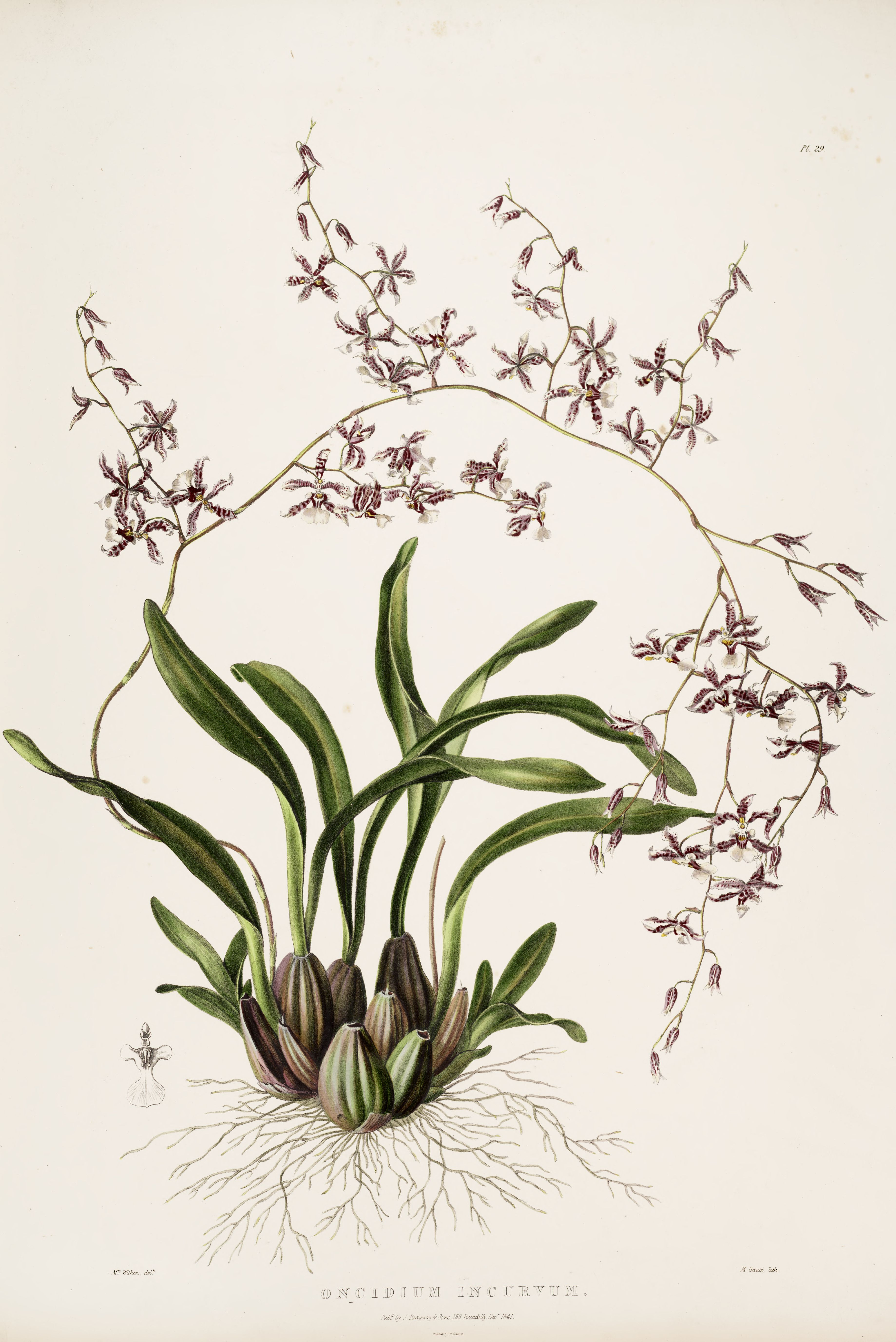
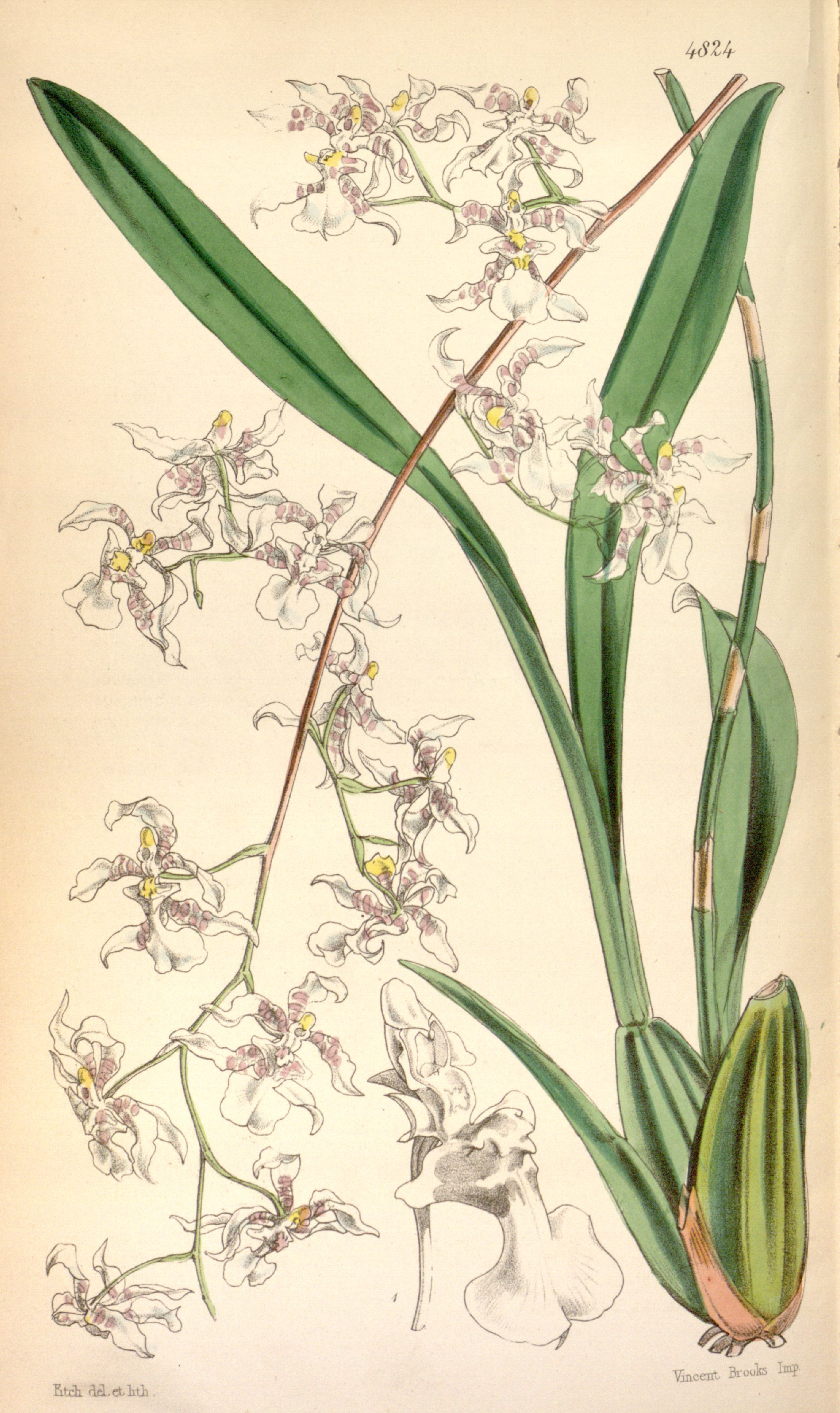
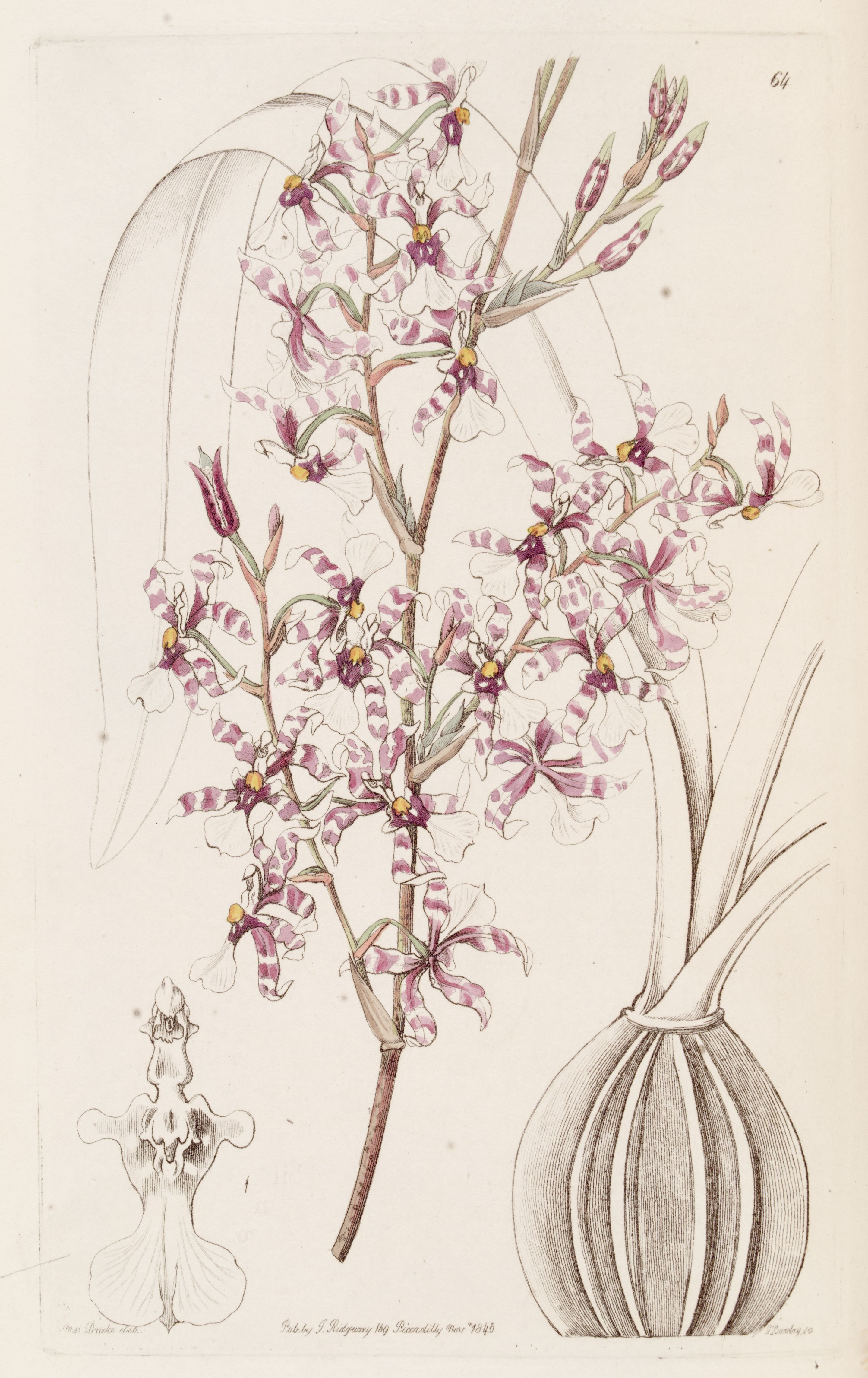